# Bettina Baeßler
Bettina Baeßler, geborene Weiher, (geboren 1983 in Köln) ist eine deutsche Radiologin und Professorin für KI in der Bildgebung am Universitätsklinikum Würzburg. Dort leitete sie von 2021 bis 2023 den Bereich Kardiovaskuläre Bildgebung am Institut für Diagnostische und Interventionelle Radiologie.

## Leben und Wirken
Bettina Baeßler absolvierte das Medizinstudium an der Universität Bonn. 2011 promovierte sie mit einer Arbeit zur axonalen Regeneration im Zentralnervensystem zum Dr. med. und begann im selben Jahr ihre klinische und wissenschaftliche Tätigkeit im Universitätsklinikum Köln. 2017 erhielt sie die Anerkennung zur Fachärztin für Radiologie. Im Jahr 2018 habilitierte sie im Fach Radiologie. Nach radiologischer Tätigkeit am Universitätsklinikum Mannheim wechselte sie 2019 als Oberärztin in das Universitätsspital Zürich. Von Oktober 2021 bis Ende 2023 leitete sie den Bereich Kardiovaskuläre Bildgebung am Institut für Diagnostische und Interventionelle Radiologie am Universitätsklinikum Würzburg. Sie hat darüber hinaus die Professur für KI in der Bildgebung inne. Baeßler ist Initiatorin des Podcasts Radiversum – der Podcast des Netzwerks Diversity der Deutschen Röntgengesellschaft e.V. (DRG), der sich mit Vielfalt in der DRG und der Radiologie beschäftigt. Sie ist daneben ärztliche Leiterin des MVZ Dr. Neumair und Kollegen Regensburg der Region Bayern Nord und Gründerin und geschäftsführende Gesellschafterin der LernRad GmbH.
Bettina Baeßler ist verheiratet und hat zwei Kinder.

## Forschung
Ihre frühen wissenschaftlichen Arbeiten zur quantitativen kardialen Magnetresonanztomografie führten sie zu einem neuen Forschungsansatz. Zusammen mit Physikern befasste sie sich mit der Entwicklung von Sequenzen, deren Übertragung in den Klinkalltag jedoch an Grenzen stieß. Sie befasste sich daraufhin mit angewandter Statistik und maschinellem Lernen und entwickelte neue Parameter. Bei einem zweimonatigen Forschungsaufenthalt am Universitätsspital Zürich eignete sie sich die nötigen EDV-Kenntnisse an, um Big-Data-Analysen im Radiomics-Verfahren – die Analyse von quantitativen und mehrdimensionalen Bildmerkmalen in medizinischen Bilddaten – durchzuführen.
Die Forschungsarbeiten von Baeßler befassen sich schwerpunktmäßig mit quantitativer Herzbildgebung in der kardiovaskulären Diagnostik, wobei sie sich insbesondere mit der Technik und der Radiomics-Feature Analyse von T1- und T2-Mapping beschäftigt. Sie ist Vorsitzende der Quantitative Magnetic Resonance Study Group der International Society for Magnetic Resonance in Medicine und leitet das durch das Bundesministerium für Bildung und Forschung geförderte interdisziplinäre Konsortialprojekt SchWArmlernen und Generative Modelle zur Synthese und Nutzbarmachung hochqualitativer Daten in der Krebsmedizin (SWAG) im Rahmen des Forschungskonsortiums Nationale Dekade gegen Krebs.

## Preise
- 2006: Bonfor-Forschungspreis der Medizinischen Fakultät der Universität Bonn für die Promotionsarbeit Herstellung und funktionelle Charakterisierung humaner rekombinanter Tenascin-R-Proteinfragmente in Bezug auf die axonale Regeneration im Zentralnervensystem
- 2018: Walter-Friedrich-Preis der Deutschen Röntgengesellschaft[10]
- 2020: Wilhelm-Conrad-Röntgen-Preis der Deutschen Röntgengesellschaft[11]
- 2020: Wachsmann-Innovations-Preis der Deutschen Röntgengesellschaft[12]
- 2022: Most Effective Radiology Educator Award (Aunt Minnie Europe)[13]

## Publikationen (Auswahl)
- mit Daniel Pinto Dos Santos: Big data, artificial intelligence, and structured reporting. In: European Radiology Experimental. 5. Dezember 2018. Band 2, Artikel 42. Springer Open Access. doi:10.1186/s41747-018-0071-4, ISSN 2509-9280.
- mit Manoj Mannil, Matthias Eberhard, Jochen von Spiczak, Walter Heindel, Hatem Alkadhi: Artificial Intelligence and Texture Analysis in Cardiac Imaging. In: Current Cardiology Reports. 10. September 2020. Band 22, Artikel 131, doi:10.1007/s11886-020-01402-1, ISSN 1534-3170.
- mit Janita E. van Timmeren, Davide Cester, Stephanie Tanadini-Lang, Hatem Alkadhi: Radiomics in medical imaging-„how-to“ guide and critical reflection. In: Insights Into Imaging. 12. August 2020. Band 11, Artikel 91, doi:10.1186/s13244-020-00887-2, ISSN 1869-4101.
- mit Constantin Dreher, Philipp Linde, Judit Boda-Heggemann: Radiomics for liver tumours. In: Strahlentherapie und Onkologie. 15. April 2020. Band 196, Nummer 10 (Oktober 2020), doi:10.1007/s00066-020-01615-x, ISSN 1439-099X, S. 888–899.
- mit Michael Götz, Charalambos Antoniades, Julius F. Heidenreich, Tim Leiner, Meinrad Beer: Artificial intelligence in coronary computed tomography angiography: Demands and solutions from a clinical perspective. In: Frontiers in Cardiovascular Medicine. 16. Februar 2023, Band 10, doi:10.3389/fcvm.2023.1120361, ISSN 2297-055X.